# Garcinia cordata
Garcinia cordata är en tvåhjärtbladig växtart som beskrevs av Merrill. Garcinia cordata ingår i släktet Garcinia och familjen Clusiaceae. Inga underarter finns listade i Catalogue of Life.